# Herb Williams
Herbert L. Williams (Columbus, Ohio; nacido el 16 de febrero de 1958) es un exjugador y entrenador estadoinidense que disputó 19 temporadas en la NBA. En 2005, Williams sirvió como entrenador principal (interino) en los New York Knicks.

## Trayectoria deportiva

### Universidad
Véase también: Lista de jugadores universitarios con 2000 puntos y 1000 rebotes
Williams permaneció durante cuatro años en el quinteto de los Ohio State Buckeyes, anotando 2.011 puntos (por aquel entonces un récord) y consiguiendo 1.111 rebotes (aún segunda mejor marca universitaria después de la registrada por Jerry Lucas).  Williams es el líder universitario en tiros de campo, con 834 en 114 partidos. También es el segundo mejor taponador universitario con 328 tapones.
Williams fue llamado para el All-Big Ten como júnior, cuando Ohio acabó con un balance de 21-8 y ascendió a las NCAA regionales. Lideró a los Buckeyes en anotación ese año con una media de 17.6 puntos por partido.
Williams fue cocapitán en su dos años como júnior y en sus temporadas como sénior.

### Profesional
Williams fue la elección de primera ronda de Indiana Pacers en el draft de 1981, donde jugó desde 1982 hasta 1989 y fue aquí donde tuvo sus años más productivos. Fue traspasado a los Dallas Mavericks después de la temporada 1988-89. En 1993, firmó con los New York Knicks, donde pasó seis años sustituyendo al perenne All-Star Patrick Ewing. Williams jugó un partido (31 minutos) para los Toronto Raptors en 1996 antes de que prescindieran de él y regresase a los Knicks. El equipo consiguió alcanzar las Finales de 1994 y 1999, con Williams sirviendo como líder del equipo.
Después de las Finales de 1999, Williams se retiró a la edad de cuarenta y uno, jugando solo 6 partidos de liga regular y 8 partidos de playoffs en su última temporada. Cuatro años más tarde, volvería a los Knicks como entrenador asistente. Trabajó bajo la dirección de Don Chaney y Lenny Wilkens. Cuando Wilkens dimitió en 2005, Williams pasó a ser entrenador principal.
El 26 de julio de 2005, ESPN.com anunció que el entrenador legendario de baloncesto Larry Brown había sido contratado como próximo entrenador de los Knicks, lo que acabó con la etapa de entrenador principal de Williams. Aunque volvería a ejercer de forma temporal, al igual que lo hizo en 2005, durante los dos últimos partidos de la temporada 2005-06 debido a que Larry Brown no pudo asistir a sus dos últimos partidos como entrenador de los Knicks por enfermedad.
Después de esta temporada Brown sería despedido de los Knicks y sería reemplazado por Isiah Thomas. Williams trabajaría como entrenador asistente bajo el mando de Thomas, y continuaría en la plantilla de entrenadores con el siguiente entrenador Mike D'Antoni.

## Estadísticas de su carrera en la NBA

### Temporada regular
| Año     | Equipo   | PJ    | PT  | MPP  | %TC  | %3P  | %TL   | RPP | APP | ROB | TPP | PPP  |
| ------- | -------- | ----- | --- | ---- | ---- | ---- | ----- | --- | --- | --- | --- | ---- |
| 1981-82 | Indiana  | 82    | 75  | 27.8 | .477 | .286 | .670  | 7.4 | 1.7 | .6  | 2.2 | 11.5 |
| 1982-83 | Indiana  | 78    | 74  | 32.2 | .499 | .000 | .705  | 7.5 | 3.4 | .7  | 2.2 | 16.9 |
| 1983-84 | Indiana  | 69    | 53  | 33.0 | .478 | .000 | .702  | 8.0 | 3.1 | .9  | 1.6 | 14.9 |
| 1984-85 | Indiana  | 75    | 70  | 34.1 | .475 | .111 | .657  | 8.5 | 3.4 | .7  | 1.8 | 18.3 |
| 1985-86 | Indiana  | 78    | 74  | 35.5 | .492 | .083 | .730  | 9.1 | 2.2 | .6  | 2.4 | 19.9 |
| 1986-87 | Indiana  | 74    | 67  | 34.1 | .480 | .000 | .740  | 7.3 | 2.4 | .8  | 1.3 | 14.9 |
| 1987-88 | Indiana  | 75    | 37  | 26.2 | .425 | .000 | .737  | 6.3 | 1.3 | .5  | 1.9 | 10.0 |
| 1988-89 | Indiana  | 46    | 46  | 34.1 | .450 | .000 | .714  | 8.6 | 1.9 | .7  | 1.7 | 12.6 |
| 1988-89 | Dallas   | 30    | 20  | 30.1 | .396 | .000 | .632  | 6.6 | 1.2 | .5  | 1.8 | 6.6  |
| 1989-90 | Dallas   | 81    | 19  | 27.1 | .444 | .222 | .679  | 4.8 | 1.5 | .6  | 1.3 | 8.6  |
| 1990-91 | Dallas   | 60    | 36  | 30.5 | .507 | .000 | .638  | 6.0 | 1.6 | .5  | 1.5 | 12.5 |
| 1991-92 | Dallas   | 75    | 26  | 27.2 | .431 | .167 | .725  | 6.1 | 1.3 | .5  | 1.3 | 11.5 |
| 1992-93 | New York | 55    | 0   | 10.4 | .411 | –    | .667  | 2.7 | .3  | .4  | .5  | 2.9  |
| 1993-94 | New York | 70    | 3   | 11.1 | .442 | .000 | .643  | 2.6 | .4  | .3  | .6  | 3.3  |
| 1994-95 | New York | 56    | 3   | 13.3 | .456 | –    | .622  | 2.4 | .5  | .2  | .8  | 3.3  |
| 1995-96 | Toronto  | 1     | 0   | 31.0 | .375 | –    | –     | 8.0 | .0  | 1.0 | 2.0 | 6.0  |
| 1995-96 | New York | 43    | 2   | 12.6 | .410 | .250 | .650  | 1.9 | .6  | .3  | .7  | 3.1  |
| 1996-97 | New York | 21    | 2   | 8.8  | .391 | .000 | .750  | 1.5 | .2  | .2  | .2  | 1.9  |
| 1997-98 | New York | 27    | 0   | 6.6  | .419 | –    | .125  | 1.1 | .1  | .2  | .3  | 1.4  |
| 1998-99 | New York | 6     | 0   | 5.7  | .500 | –    | 1.000 | 1.0 | .0  | .0  | .3  | 1.7  |
| Total   | Total    | 1,102 | 607 | 25.8 | .467 | .095 | .696  | 5.9 | 1.7 | .5  | 1.5 | 10.8 |

#### Playoffs
| Año   | Equipo   | PJ | PT | MPP  | %TC  | %3P | %TL   | RPP | APP | ROB | TPP | PPP  |
| ----- | -------- | -- | -- | ---- | ---- | --- | ----- | --- | --- | --- | --- | ---- |
| 1987  | Indiana  | 4  | 4  | 33.5 | .588 | –   | .538  | 5.0 | 1.8 | .0  | .3  | 11.8 |
| 1990  | Dallas   | 3  | 0  | 27.0 | .609 | –   | .813  | 4.3 | 1.7 | .3  | .7  | 13.7 |
| 1993  | New York | 7  | 0  | 9.9  | .357 | –   | 1.000 | 2.0 | .3  | .1  | .6  | 2.0  |
| 1994  | New York | 19 | 0  | 6.7  | .419 | –   | .667  | 1.1 | .2  | .2  | .6  | 1.5  |
| 1995  | New York | 8  | 0  | 6.9  | .231 | –   | 1.000 | .9  | .0  | .6  | .6  | 1.0  |
| 1996  | New York | 5  | 0  | 6.6  | .600 | –   | .750  | .0  | .0  | .0  | .4  | 1.8  |
| 1997  | New York | 3  | 0  | 7.7  | .400 | –   | –     | .3  | .0  | .0  | .0  | 1.3  |
| 1999  | New York | 8  | 0  | 2.0  | .200 | –   | –     | .4  | .0  | .0  | .0  | .3   |
| Total | Total    | 57 | 4  | 9.4  | .469 | –   | .738  | 1.4 | .3  | .2  | .4  | 2.7  |

| Predecesor: Don Chaney    | Entrenador Principal New York Knicks 2004 (provisional) | Sucesor: Lenny Wilkens |
| Predecesor: Lenny Wilkens | Entrenador Principal New York Knicks 2005 (provisional) | Sucesor: Larry Brown   |